# Blå juveltrast
Blå juveltrast (Hydrornis cyaneus) är en asiatisk fågel i familjen juveltrastar inom ordningen tättingar.

## Utseende och läte
Blå juveltrast är en 23 centimeter lång marklevande fågel, likt alla juveltrastar en satt fågel med kort stjärt samt kraftiga fötter och näbb. Arten har en karakteristisk rosaröd nacke och svartprickig vit undersida. Hanen har blå ovansida, honan mörkt olivgrön. Sången är ett "pleeow-whit", första delen fallande, andra vasst och kort.

## Utbredning och systematik
Blå juveltrast delas in i tre underarter med följande utbredning:
- Hydrornis cyaneus cyanea – förekommer i östra Bangladesh, nordöstra Indien, södra Kina, Myanmar, Thailand och Indokina
- Hydrornis cyaneus aurantiacus – förekommer i bergsområden i sydvästra Kambodja och sydöstra Thailand
- Hydrornis cyaneus willoughbyi – förekommer i bergsområden i centrala Laos (södra Annam)

## Levnadssätt
Blå juveltrast hittas i städsegrön skog och bambustånd, ofta med branta raviner. Födan består av insekter, insektslarver och sniglar. Fågeln häckar mellan maj och juni i Indien och Myanmar, i Thailand mellan juni och oktober. Arten är mestadels stannfågel, men i Indien rör den sig troligen till lägre nivåer vintertid.

## Status och hot
Arten har ett stort utbredningsområde, men tros minska i antal, dock inte tillräckligt kraftigt för att den ska betraktas som hotad. Internationella naturvårdsunionen IUCN listar arten som livskraftig (LC). Världspopulationen har inte uppskattats men den beskrivs som allt från mycket vanlig på Bolovenplatån i Kambodja till mycket sällsynt, som i Yunnan i Kina.

## Namn
Fågeln har även kallats rödnackad pitta på svenska.